# Mazanki (województwo warmińsko-mazurskie)
Mazanki (niem. Mosens) – wieś w Polsce położona w województwie warmińsko-mazurskim, w powiecie iławskim, w gminie Zalewo.
W latach 1975–1998 miejscowość administracyjnie należała do województwa olsztyńskiego.
W latach 1945–46 miejscowość nosiła nazwę Mosiądz
Wieś wzmiankowana w dokumentach z roku 1326, jako wieś pruska na 12 włókach. Pierwotna nazwa wsi - Mosancz. W roku 1782 we wsi odnotowano 11 domów (dymów), natomiast w 1858 w 7 gospodarstwach domowych było 89 mieszkańców. W latach 1937–39 było 104 mieszkańców. W roku 1973 wieś należała do powiatu morąskiego, gmina Zalewo, poczta Janiki Wielkie.